# Baishi, Sangzhi
Baishi (kinesiska: 白石, 白石乡) är en socken i Kina. Den ligger i provinsen Hunan, i den södra delen av landet, omkring 290 kilometer nordväst om provinshuvudstaden Changsha. Antalet invånare är 4 535. Befolkningen består av 2 101 kvinnor och 2 434 män. Barn under 15 år utgör 14,0 %, vuxna 15-64 år 70 %, och äldre över 65 år 14,0 %.
Runt Baishi är det ganska tätbefolkat, med 166 invånare per kvadratkilometer. Närmaste större samhälle är Luojiaping, 12,3 km nordost om Baishi. I omgivningarna runt Baishi växer i huvudsak blandskog.
Genomsnittlig årsnederbörd är 1 698 millimeter. Den regnigaste månaden är september, med i genomsnitt 277 mm nederbörd, och den torraste är december, med 17 mm nederbörd.